# Amazon Kindle
Kindle (/ˈkɪndl̩/) es un lector de libros electrónicos (e-books) portátil que permite comprar, almacenar y leer libros digitalizados, creado por la tienda virtual de Amazon.com o bien libros y documentos propiedad del usuario mientras estos estén en archivo .MOBI, .AZW3 o PDF. En 2011, se habían vendido más de 4 millones de dispositivos.
El dispositivo se conecta de forma inalámbrica a una red propiedad de Amazon llamada Whispernet que funciona a través de la red de telefonía móvil (Sprint en Estados Unidos; redes 3G o EDGE/GRPS en el resto del mundo) para descargar los contenidos o —en las versiones más recientes— a través de una conexión de Internet inalámbrica tradicional Wi-Fi.
El lector permite, en su versión con conectividad 3G, acceder de forma gratuita a Wikipedia desde el país de residencia del usuario sin que dicho acceso genere cargos de tráfico de datos con ningún operador.
Actualmente, los modelos Kindle se encuentran en la 11.ª generación (Paperwhite) y en la 10.ª generación (Básico y Oasis). En su modelo básico, se ha añadido luz integrada, se ha mejorado la memoria interna, se ha incluido alguna aplicación nueva y se ha mantenido su precio, haciéndolo más atractivo.
Este lector de libros electrónicos se puede usar para leer las versiones digitales de varios periódicos y revistas.

## Dispositivos

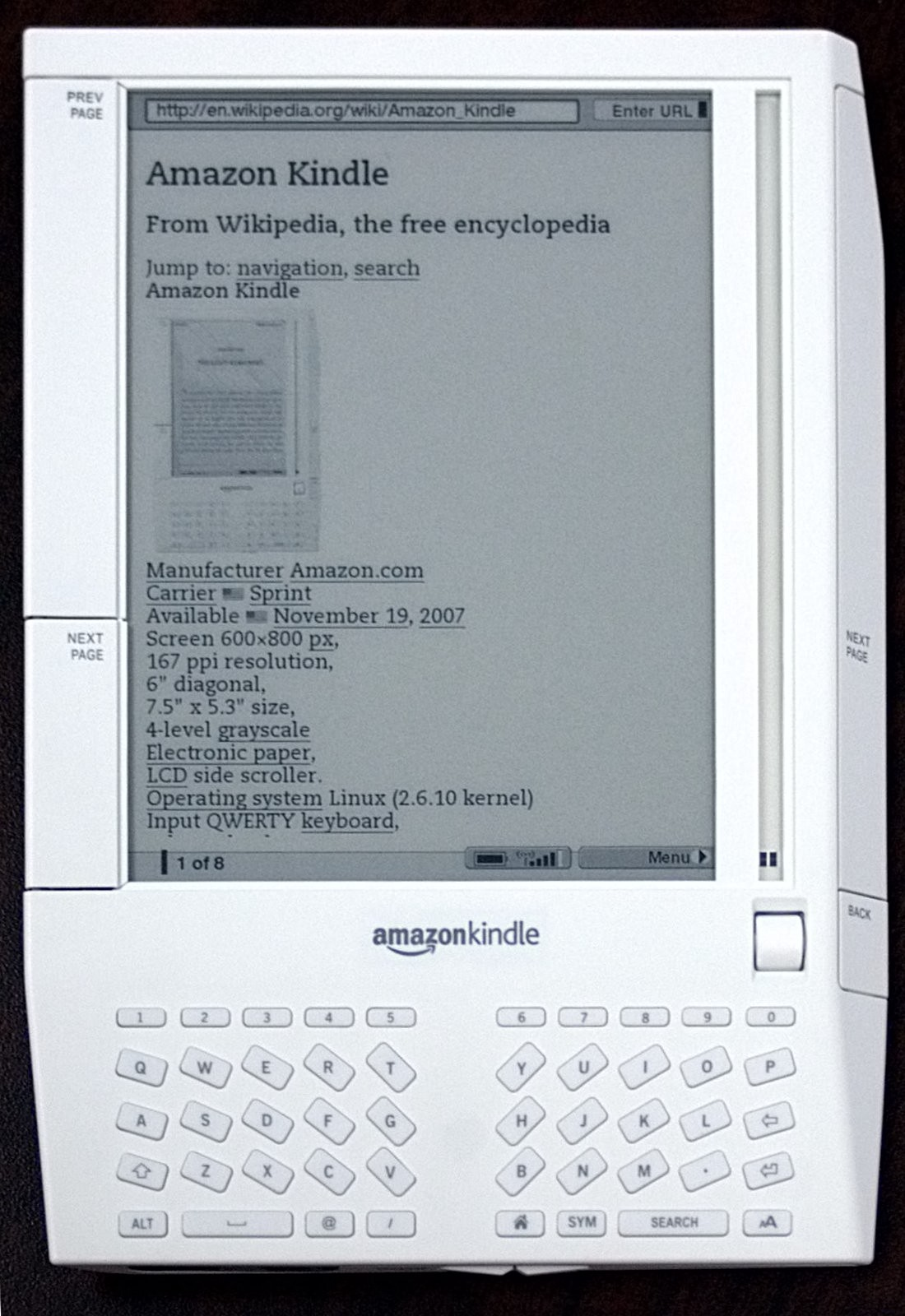
Kindle primera generación

### Tinta electrónica
A continuación, los dispositivos que utilizan pantallas de tinta electrónica.

#### Primera generación

##### Kindle
- Fecha de lanzamiento: 19 de noviembre de 2007.
- Pantalla: 6" E-Ink, 600 x 800 píxeles, 4 niveles de grises.
- Tamaño: 19 × 13,5 × 1,8 centímetros.
- Peso: 292 gramos.
- Memoria interna: 256 MB de los cuales quedan libres para almacenamiento 180 MB.
- Expansión de memoria: Oficialmente hasta 4GB SD. Los usuarios reportan que funciona hasta 16 GB SDHC.
- CPU: XScale PXA250 a 400 MHz.
- Conectividad: USB y CDMA.
- Formatos soportados: AZW, PRC, MOBI, MP3, AA, TXT.

#### Segunda generación

##### Kindle 2

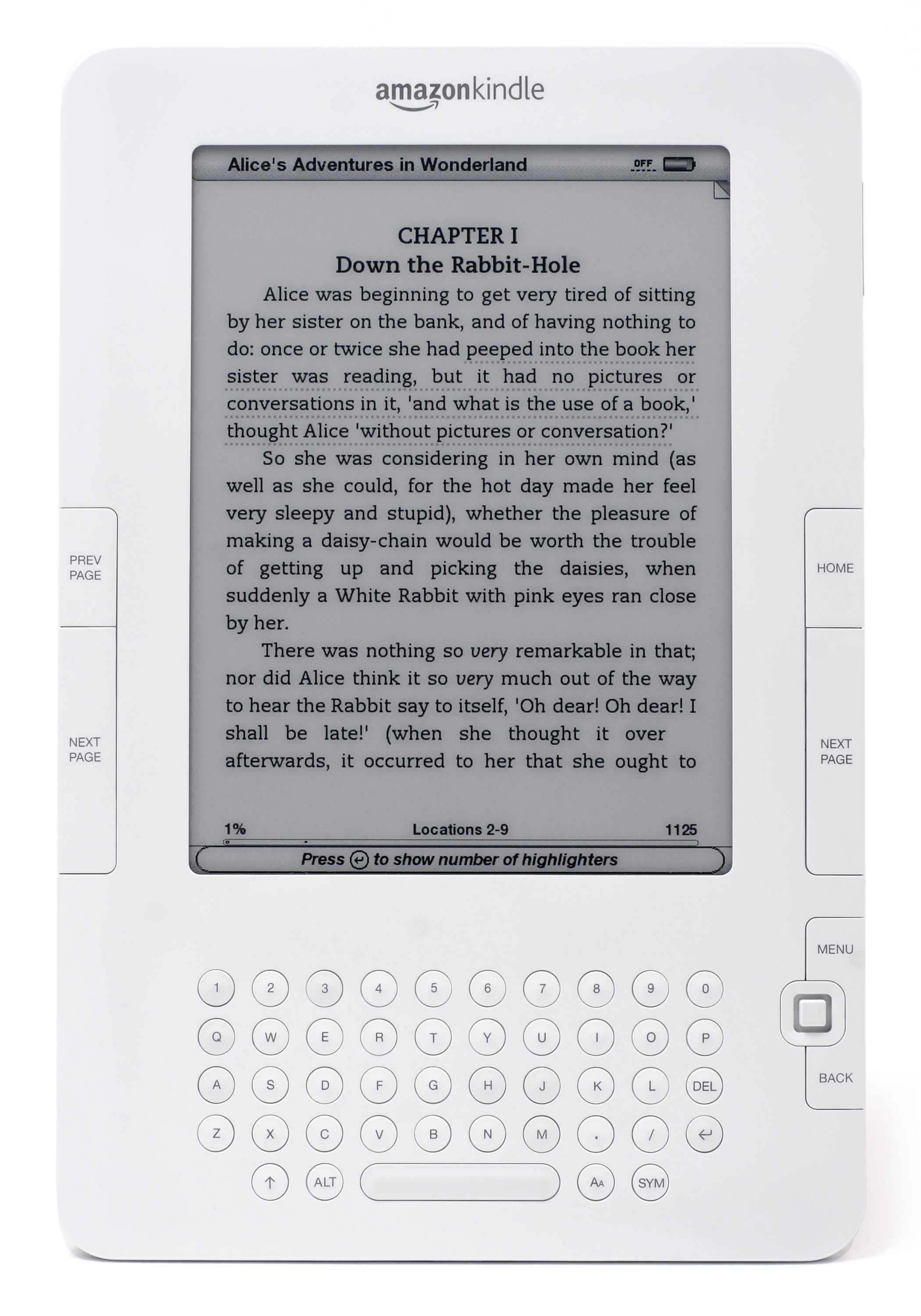
Kindle segunda generación.

- Fecha de lanzamiento: 23 de febrero de 2009.
- Pantalla: 6" E-Ink Pearl, 600 x 800 píxels. La tecnología E Ink Vizplex, que le proporciona 16 niveles de grises.
- Tamaño: 20,3 × 13,5 × 0,9 centímetros.
- Peso: 289 gramos.
- Memoria interna: 2GB de los cuales quedan libres para almacenamiento 1,4GB. No tiene posibilidad de expansión.
- CPU: XScale PXA250 a 400 MHz.
- Conectividad: USB, 3G y EVDO.
- Formatos soportados: AZW, TPZ, PRC, MOBI, TXT, MP3, AA, AAX, (PDF con una actualización).

La segunda generación incorpora la versión internacional del Kindle y el Kindle DX, con las mismas características pero con una pantalla de 9,7".

##### Kindle Internacional
- Fecha de lanzamiento: 19 de octubre de 2009.
- Pantalla: 6" E-Ink Pearl, 600 x 800 píxeles. La tecnología E Ink Vizplex que le proporciona 16 niveles de grises.
- Tamaño: 20,3 × 13,5 × 0,9 centímetros.
- Peso: 289 gramos.
- Memoria interna: 2GB de los cuales quedan libres para almacenamiento 1,4GB. No tiene posibilidad de expansión.
- CPU: XScale PXA250 a 400 MHz.
- Conectividad: USB, 3G.
- Formatos soportados: AZW, TPZ, PRC, MOBI, TXT, MP3, AA, AAX, (PDF con una actualización).

##### Kindle DX
- Fecha de lanzamiento: 10 de junio de 2009
- Pantalla: 9,7" E-Ink Pearl, 1200 x 824 píxeles. La tecnología E Ink Vizplex que le proporciona 16 niveles de grises.
- Tamaño: 264 × 183 × 10 milímetros
- Peso: 536 gramos
- Memoria interna: 4GB de los cuales 3,3GB disponibles para libros.
- CPU: XScale PXA250 a 400 MHz
- Conectividad: USB, 3G y EVDO
- Formatos soportados: AZW, TPZ, PRC, MOBI, TXT, PDF, MP3, AA, AAX

##### Kindle DX Internacional
- Fecha de lanzamiento: 19 de enero de 2010
- Pantalla: 9,7" E-Ink Pearl, 1200 x 824 píxeles. La tecnología E Ink Vizplex que le proporciona 16 niveles de grises.
- Tamaño: 264 × 183 × 10 milímetros
- Peso: 536 gramos
- Memoria interna: 4GB de los cuales 3,3GB disponibles para libros.
- CPU: XScale PXA250 a 400 MHz
- Conectividad: USB, 3G
- Formatos soportados: AZW, TPZ, PRC, MOBI, TXT, PDF, MP3, AA, AAX

#### Tercera generación

##### Kindle Keyboard

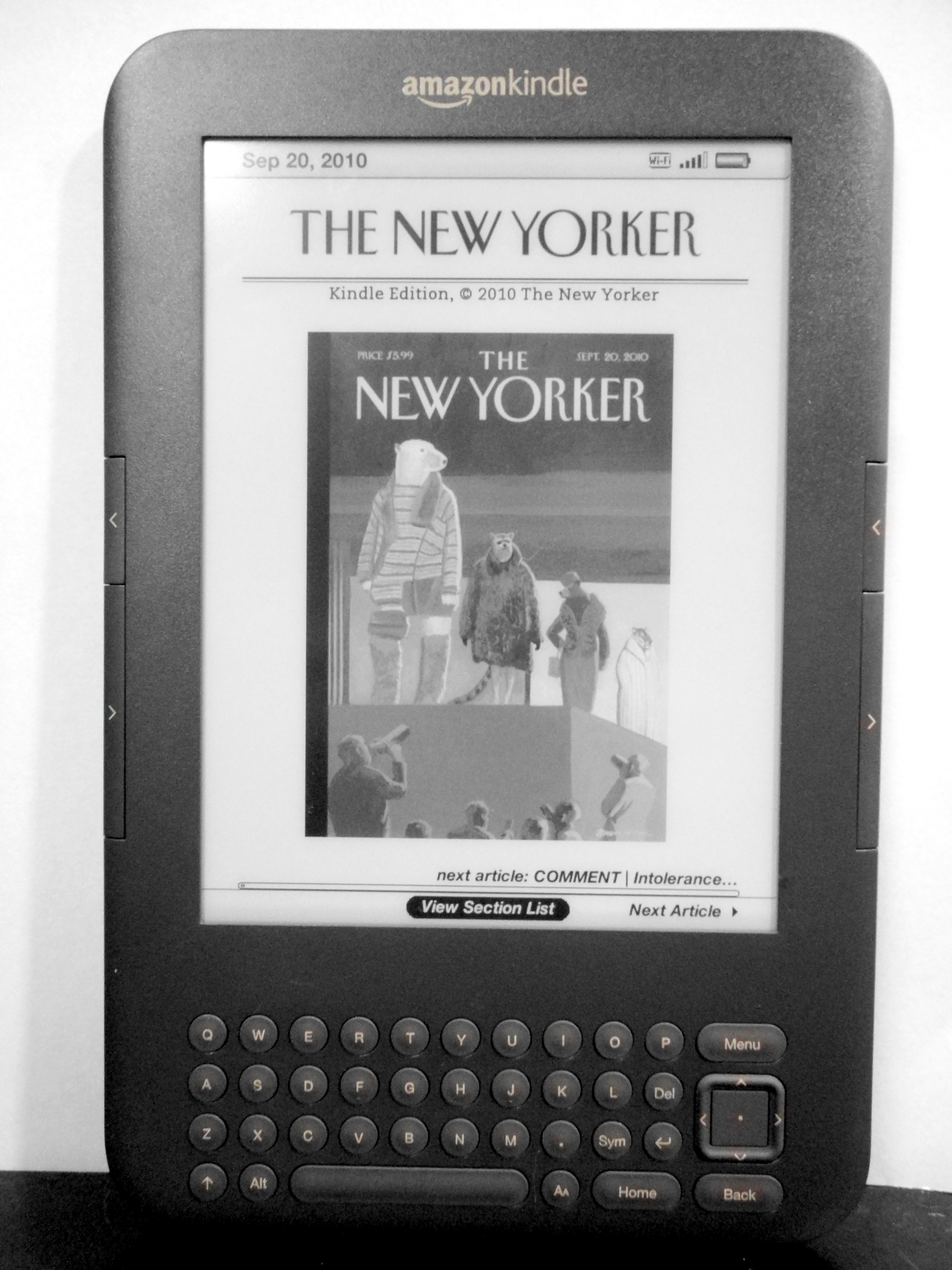
Amazon Kindle 3

- Fecha de lanzamiento: 27 de agosto de 2010
- Pantalla: 6" E-Ink Pearl, 600 x 800 píxeles. La tecnología E-Ink Vizplex que le proporciona 16 niveles de grises.
- Tamaño: 190,5 × 121,9 × 8,5 milímetros
- Peso: 247 gramos
- Memoria interna: 4GB de los cuales 3,3GB disponibles para libros.
- Formatos soportados: AZW, TPZ, PRC, MOBI, TXT, PDF, MP3, AA, AAX
- Conectividad: USB, 3G, WIFI. Existe una versión sin 3G.

##### Kindle DX Graphite
- Fecha de lanzamiento: 28 de julio de 2010
- Pantalla: 9,7" E-Ink Pearl, 1200 x 824 píxeles. La tecnología E Ink Pearl tiene un 50% más de contraste, aumenta la velocidad de refresco en un 20% y disminuye el consumo.
- Tamaño: 264 × 183 × 10 milímetros
- Peso: 536 gramos
- Memoria interna: 4GB de los cuales quedan libres para almacenamiento 3,3GB. No tiene posibilidad de expansión.
- Conectividad: USB, 3G
- Formatos soportados: AZW, TPZ, PRC, MOBI, TXT, PDF, MP3, AA, AAX

#### Cuarta generación

##### Kindle 4

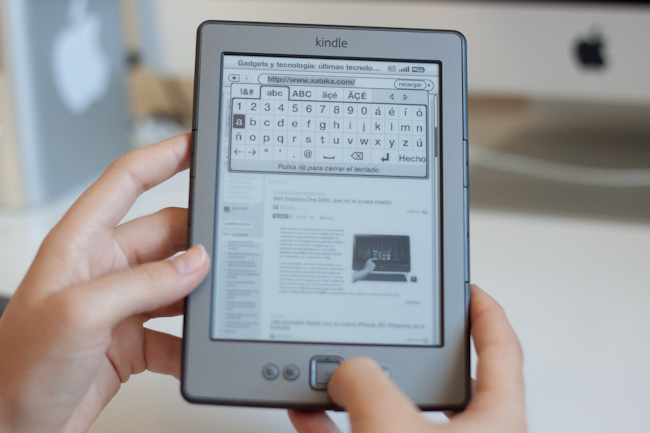
Kindle 4

Amazon anunció una versión de precio reducido del Kindle el 28 de septiembre de 2011. Disponible con Wi-Fi; el dispositivo utiliza la misma pantalla de tinta electrónica de 6 pulgadas que el modelo previo de Kindle. La memoria es de 2 GB y el tiempo estimado de la batería es de un mes, dependiendo del tiempo de lectura y del uso del Wi-Fi.
- Fecha de lanzamiento: 28 de septiembre de 2011
- Pantalla: 6" (15cm) E-Ink, 600 x 800 píxels, 167 ppp, 16 escalas de grises.
- Tamaño: 16,6 cm x 11,4 cm x 0,87 cm
- Peso: 170 gramos
- Memoria interna: 2GB (1,5 GB disponibles). No tiene posibilidad de expansión[2]
- Conectividad: USB, WiFi. Navegador experimental.
- Formatos soportados: Kindle (AZW), TXT, PDF, MOBI sin protección y PRC en su formato original; HTML, DOC, DOCX, JPEG, GIF, PNG, BMP por conversión.

##### Kindle Touch

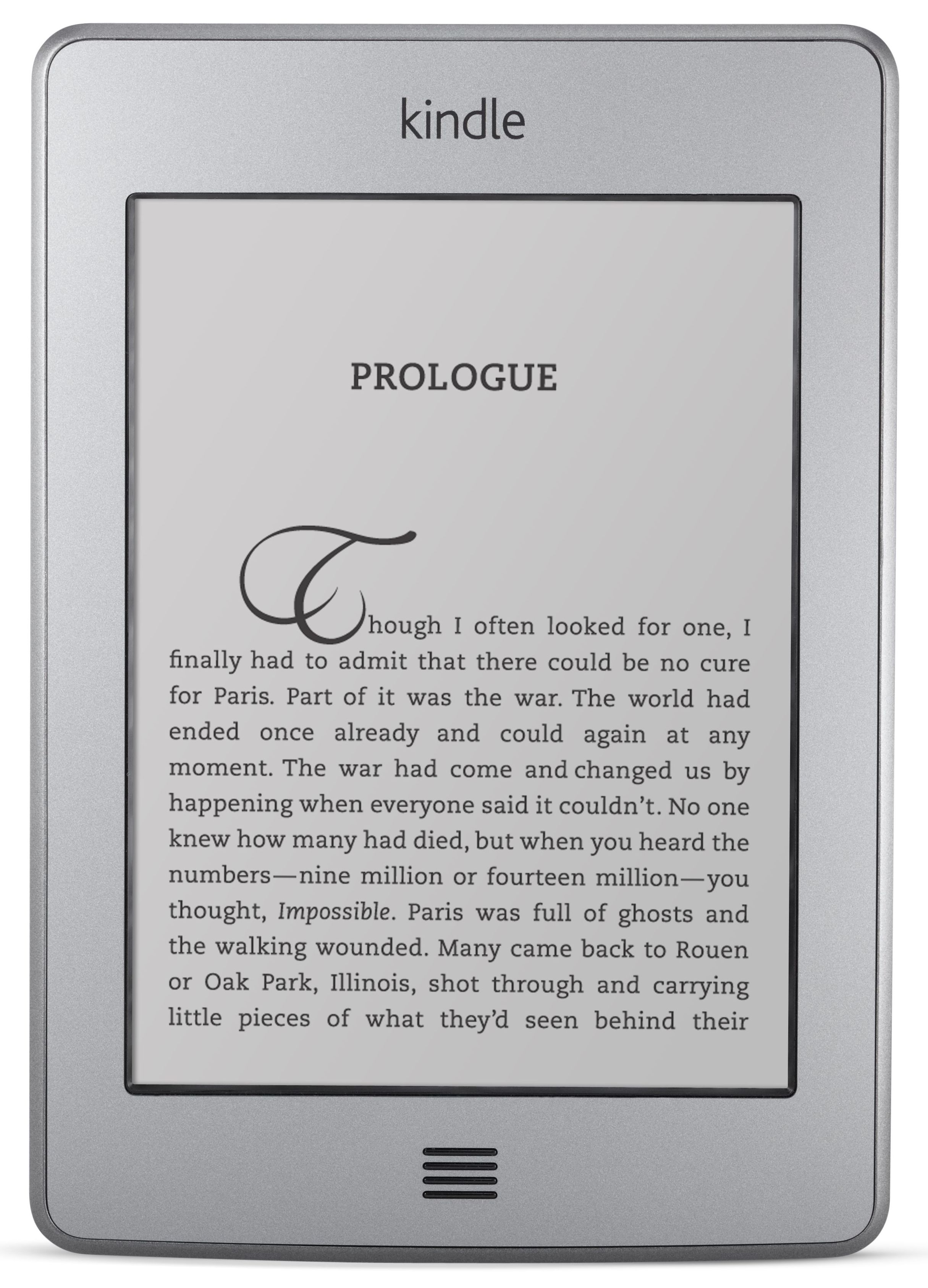
Kindle Touch.

- Fecha de lanzamiento: 28 de septiembre de 2011
- Pantalla: 6" Multitouch (15cm) E-Ink Pearl, 600 x 800 píxels, 167 ppp, 16 escalas de grises.
- Tamaño: 17,2 cm x 11,9 cm x 1 cm
- Peso: 212 gramos
- Memoria interna: 4GB. No tiene posibilidad de expansión
- Conectividad: USB, wifi y 3G (Opcional).
- Formatos soportados: Kindle (AZW), TXT, PDF, MOBI sin protección y PRC en su formato original; HTML, DOC, DOCX, JPEG, GIF, PNG, BMP por conversión.
- Navegador Experimental: Con conectividad 3G navegación limitada a visitar Amazon y Wikipedia.
- Software: En enero de 2013 Amazon lanzó una actualización de software para trasladar gran parte de la interfaz de usuario del Kindle Paperwhite al Kindle Touch.

#### Quinta generación

##### Kindle 5
- Fecha de lanzamiento: 1 de octubre de 2012
- Pantalla: 6" (15cm) E-Ink Pearl, 167 ppp, 16 escalas de grises.
- Batería: 1 mes
- Tamaño: 16,6 cm x 11,4 cm x 0,87 cm
- Peso: 170 gramos
- Memoria interna: 2GB. No tiene posibilidad de expansión.
- Conectividad: USB y wifi.
- Formatos soportados: Kindle (AZW), TXT, PDF, MOBI sin protección y PRC en su formato original; HTML, DOC, DOCX, JPEG, GIF, PNG, BMP por conversión.
- Navegador Experimental

##### Kindle Paperwhite (1ª generación)

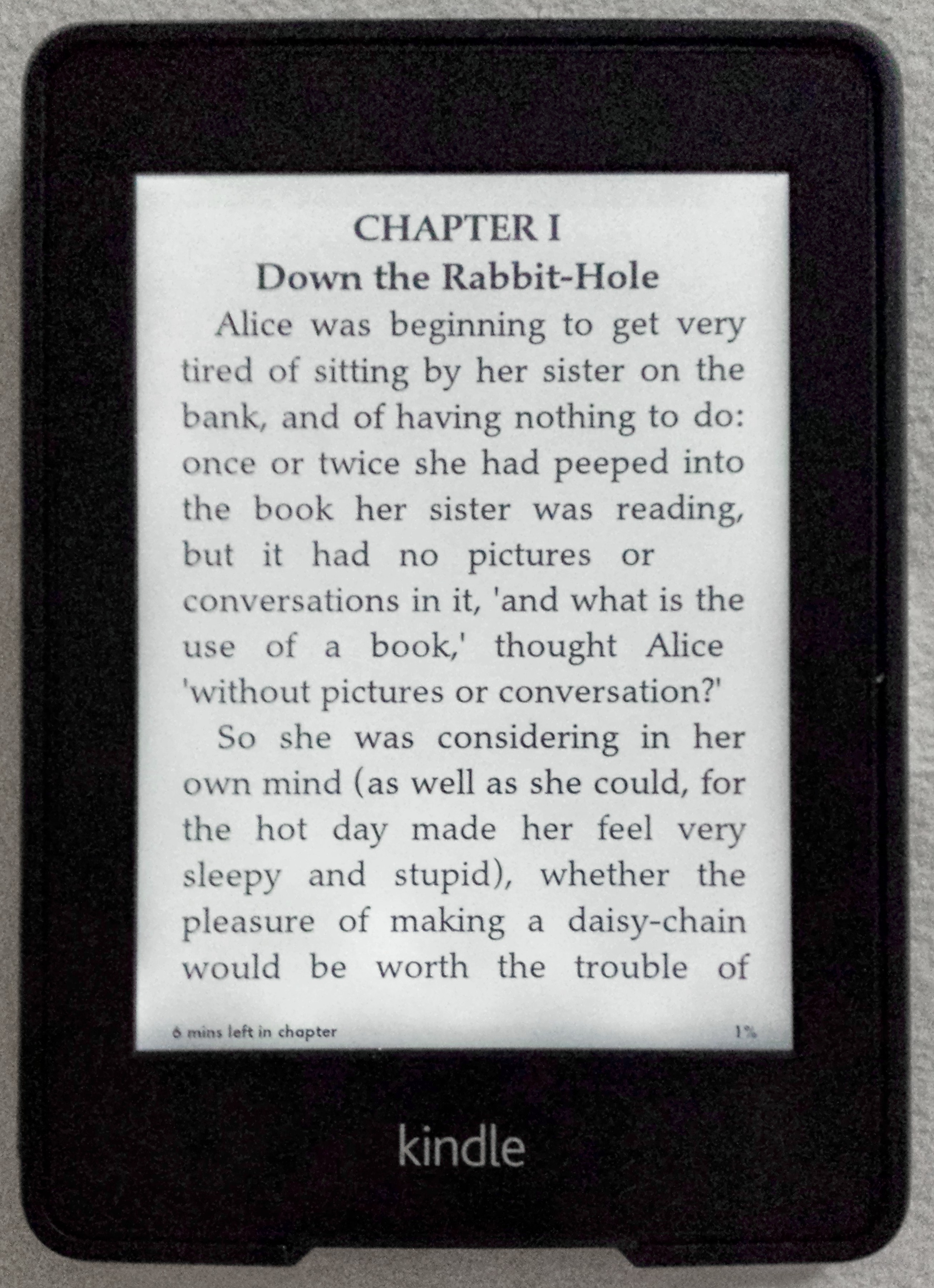
Kindle Paperwhite

- Fecha de lanzamiento: 1 de octubre de 2012
- Pantalla: 6" Multitouch (15cm) E-Ink Pearl, 758 x 1024 píxels, 212 ppp, 16 escalas de grises, luz incorporada.
- Batería: 8 semanas
- Tamaño: 16,9 cm x 11,7 cm x 0,91 cm
- Peso: 222 gramos (3G+WIFI) / 213 (WIFI)
- Memoria interna: 2GB. No tiene posibilidad de expansión.
- Conectividad: USB, WiFi y 3G (Opcional).
- Formatos soportados: Kindle (AZW), TXT, PDF, MOBI sin protección y PRC en su formato original; HTML, DOC, DOCX, JPEG, GIF, PNG, BMP por conversión.
- Navegador Experimental: Con conectividad 3G navegación limitada a visitar Amazon y Wikipedia; con wifi sin esta restricción.
- Funda activa (a adquirir por separado)

#### Sexta generación

##### Kindle Paperwhite (2ª generación)
- Fecha de lanzamiento: 3 de septiembre de 2013
- Pantalla: 6" Multitouch (15cm) E-Ink Pearl, 758 x 1024 píxels, 212 ppp, 16 escalas de grises, luz incorporada.
- Batería: 8 semanas
- Tamaño: 16,9 cm x 11,7 cm x 0,91 cm
- Peso: 215 gramos (3G+WIFI) / 206 (WIFI)
- Memoria interna: 2GB. No tiene posibilidad de expansión.
- Conectividad: USB, WiFi y 3G (opcional).
- Formatos soportados: Kindle (AZW), TXT, PDF, MOBI sin protección y PRC en su formato original; HTML, DOC, DOCX, JPEG, GIF, PNG, BMP por conversión.
- Navegador experimental: Con conectividad 3G navegación limitada a visitar Amazon y Wikipedia; con wifi sin esta restricción.
- Funda activa (a adquirir por separado)

#### Séptima generación

##### Kindle 7
- Fecha de lanzamiento: 2 de octubre de 2014.
- Pantalla: Pantalla de 6 pulgadas, con tecnología Pearl e-paper, 167 ppi, tecnología de tipografías optimizada y 16 escalas de grises.
- Tamaño: 16,9 cm x 11,9 cm x 1,02 cm
- Peso: 191 gramos
- Memoria interna: 4 GB
- Batería: Una sola carga dura hasta cuatro semanas, a partir de media hora de lectura al día con conexión Wi-Fi. La duración de la batería variará en función del uso del Wi-Fi.
- Conectividad:  Wi-Fi
- Formatos soportados: Kindle Format 8 (AZW3), Kindle (AZW), TXT, PDF, MOBI no protegido, PRC nativo; HTML, DOC, DOCX, JPEG, GIF, PNG, BMP.

##### Kindle Voyage
- Fecha de lanzamiento: 21 de octubre de 2014.
- Pantalla: Pantalla de 6 pulgadas, con tecnología Carta e-paper y luz delantera adaptable con ajuste automático, 300 ppi, tecnología de tipografías optimizada y 16 escalas de grises.
- Tamaño: 16,2 cm x 11,5 cm x 0,76 cm
- Peso: Wi-Fi: 180 gramos, Wi-Fi + 3G: 188 g
- Memoria interna: 4 GB
- Batería: Una sola carga dura hasta seis semanas, a partir de media hora de lectura al día con conexión Wi-Fi y con el nivel de luz en 10. La duración de la batería variará en función del uso del Wi-Fi y la red 3G.
- Conectividad:  Wi-Fi, 3G
- Formatos soportados: Kindle Format 8 (AZW3), Kindle (AZW), TXT, PDF, MOBI no protegido, PRC nativo; HTML, DOC, DOCX, JPEG, GIF, PNG, BMP.

##### Kindle Paperwhite (3ª generación)
- Fecha de lanzamiento: 30 de junio de 2015
- Pantalla: 6" Multitouch (15cm) Carta e-paper, 1440x1080, 300 ppi, 16 escalas de grises, luz incorporada.
- Procesador y Memoria: CPU 1ghz y 512mb RAM
- Batería: 6 semanas
- Tamaño: 16,9 cm x 11,7 cm x 0,91 cm
- Peso: 217 gramos (3G+WIFI) / 205 (WIFI)
- Memoria interna: 4GB. No tiene posibilidad de expansión.
- Conectividad: USB, wifi y 3G (opcional).
- Formatos soportados: Kindle Format 8 (AZW3), Kindle (AZW), TXT, PDF, MOBI sin protección, PRC de forma nativa; HTML, DOC, DOCX, JPEG, GIF, PNG, BMP por conversión.
- Navegador Experimental: Con conectividad 3G navegación limitada a visitar Amazon y Wikipedia; con wifi sin esta restricción.
- Funda activa (a adquirir por separado)

#### Octava generación

##### Kindle oasis[3]
- Fecha de lanzamiento: 2016
- Pantalla: 6" a 300 ppp
- Peso: wifi: 131/238 gramos, wifi + 3G: 133/240 gramos
- Tamaño: 143 mm x 122 mm x 3,4-8,5 mm
- Batería: 8 semanas
- Memoria interna: 4 gigas
- Conectividad: USB, wifi y 3G (opcional)
- Botones: Dos botones laterales para pasar las páginas
- Funda: Incluye funda de carga

##### Kindle 8
La versión mejorada del Amazon Kindle básico salió  a la venta el 29 de julio de 2016 (en Amazon México) en color blanco y negro (MXN$1 500). El nuevo Kindle cuenta con un nuevo diseño redondeado que es 9 mm más corto, 4 mm más estrecho, 1,1 mm más delgado y 30 g más ligero que el anterior Kindle 7; también cuenta con el doble de RAM (512MB) que su predecesor. El Kindle 8 es el primer Kindle en usar Bluetooth que puede soportar el software lector de pantalla VoiceView pensado para las personas con problemas de vista. Tiene el mismo display que el anterior Kindle 7, la pantalla del dispositivo es una E-Ink Pearl touch de 167ppi (puntos por pulgada), y Amazon afirma que con una carga completa de batería el dispositivo puede funcionar hasta cuatro semanas, y que se puede cargar en cuatro horas.

#### Novena generación

##### Kindle Oasis (2ª generación)
Amazon lanzó el Kindle Oasis (2ª generación) el 31 de octubre de 2017, aunque coloquialmente se le conoce como el Oasis 2. Está disponible en modelos de 8 GB Wi-Fi (250€), 32 GB Wi-FI (280€) y 32 GB Wi-Fi + 3G (340$) con pantalla de tinta E de 7 pulgadas y 300 ppi. Tiene un diseño asimétrico como el Oasis de 1ª generación, por lo que funciona para uso con una sola mano, y el acabado del dispositivo está hecho de aluminio. El Oasis 2 es el primer Kindle con clasificación IPX8, por lo que puede sumergirse en agua hasta 2 metros durante 60 minutos. También es el primer Kindle en poder configurar el fondo negro y el texto en blanco (invertido a lo habitual y útil para la lectura nocturna). La pantalla está iluminada por 12 LEDs y dispone de sensores de luz ambiental para ajustar el brillo de manera automática. Soporta la reproducción de audiolibros de Audible y puede escucharse mediante altavoces o auriculares conectador por Bluetooth 4.2 compatibles con A2DP. El de 8 GB puede almacenar hasta 35 audiolibros, mientras que el de 32 GB puede almacenar 160. La batería interna del Oasis 2 dura aproximadamente seis semanas de lectura si leemos durante 30 minutos al día.
The Verge le dio al nuevo Oasis 2 una puntuación de 8 sobre 10, elogiando su diseño, calidad de construcción y resistencia al agua, pero criticando su alto precio y la incapacidad de leer un libro electrónico mientras se reproduce su audiolibro relacionado.

#### Décima generación

##### Kindle Paperwhite (4ª generación)
- Fecha de lanzamiento: 7 de noviembre de 2018 (presentado: 16 de octubre de 2018)
- Pantalla: 6" a 300 ppp
- Peso: 131/238 gramos
- Conectividad: Wifi + 3G
- Tamaño: 143 mm x 122 mm x 3,4-8,5 mm
- Batería:
- Memoria interna:
- Conectividad: USB, WiFi y 3G (opcional)
- Botones: Encendido junto al puerto
- Funda: no

Amazon presentó el Kindle Paperwhite (4ª generación) el 16 de octubre de 2018 y lo lanzó el 7 de noviembre de 2018. Están disponibles los siguientes modelos:
- 8 GB Wi-Fi (130 € con publicidad, 140€ sin publicidad)
- 32 GB Wi-Fi (160€ con publicidad,170€ sin publicidad)
- 32 GB Wi-Fi + 4G LTE (230€ sin publicidad). Cuenta con una pantalla de plástico de 6 pulgadas de 300 ppi (situada a la misma altura del marco) y se encuentra iluminada con cinco luces LED (el anterior modelo tenía solo cuatro). Tiene el certificado de resistencia al agua IPX8, por lo que puede sumergirse a 2 metros de profundidad (en agua dulce) durante una hora. También soporta la reproducción de audiolibros de Audible mediante Bluetooth, aunque de momento solo está disponible en algunos países no incluidos los de habla hispana.[5]

#### Undécima generación
Amazon anunció el Kindle (11.ª generación) el 17 de septiembre de 2022. Mejora la resolución de la pantalla a 300 ppi con una escala de grises de 16 niveles. El dispositivo tiene un puerto de carga USB-C y pesa 5.56 onzas (158 g). 

#### Duodécimo generación
Amazon lanzó la versión duodécimo de su generación el 30 de octubre de 2024, presentando su nuevo modelo color denominado "Colorsoft" su primer Kindle a color (150 ppp) siendo su versión paperwhite a 300 ppp.
La versión Signature Edition ahora dispone de una capacidad de 32 GB, dado que antes eran solo 16 GB.
Su nueva versión Signature Edition tiene carga inalámbrica (iQ) que no es compatible con todos los cargadores inalámbricos, además dispone de ajuste automático de brillo.

### LCD
A continuación, los dispositivos que utilizan pantallas de LCD.

#### Kindle Fire
Amazon anunció el lanzamiento de una tableta basada en Android con pantalla táctil a color el 28 de septiembre de 2011.

## Crear libros para el Kindle
Amazon provee un servicio de conversión a través del correo electrónico para documentos .doc, txt y html. El proceso consiste en enviar el documento por correo electrónico a la dirección de correo electrónico (con dominio @kindle.com) que proporciona Amazon al usuario (es posible personalizarla) tras comprar y registrar un Kindle, posteriormente los servidores de Amazon convierten y envían a través de la red móvil o Wi-Fi al dispositivo Kindle.
El servicio está limitado a archivos de origen con formato:
- Microsoft Word (.doc, .docx)
- Formato de texto enriquecido (.rtf)
- HTML (.htm, .html)
- Texto (.txt) documentos
- Documentos archivados (zip , x-zip) y documentos archivados comprimidos
- eBook Mobi
- Imágenes en formato JPEG (.jpg), GIF (.gif), mapa de bits (.bmp), y PNG (.png).

## Críticas
Posiblemente la mayor crítica hacia el Kindle es su incompatibilidad con algunos formatos, especialmente el universalmente aceptado formato EPUB, pero es posible convertir este formato (entre otros) a formatos compatibles con Kindle como MOBI o AZW sin que el texto, imágenes, fuentes o calidad del archivo original discrepe. Para ello se puede usar una gama de software de código abierto como:
- Calibre (software), programa informático de software libre y de código abierto para libros electrónicos. Lo emplean en la mayoría de dispositivos electrónicos para la lectura de libros digitales, debido a su amplio soporte, tanto en formatos, dispositivos y está enlazado con la mayoría de tiendas para poder crear un catálogo completo de los libros que posee el usuario. Así mismo el programa permite crear archivos desde cero o modificar a gusto archivos ya existentes. Después de tener el archivo al formato y condiciones que el usuario requiera solo necesita conectar el Kindle el cual será inmediatamente reconocido por Calibre y el traspaso de libros está a un solo clic.

Otra desventaja es que a diferencia de la mayoría de los eReaders tampoco permite la incorporación de eBooks mediante una tarjeta microSD, por lo que para incorporar eBooks que no sean descargados de Amazon, es necesario conectar el dispositivo por ejemplo a un ordenador.